# Janet Lewis
Janet Lewis (geboren 17. August 1899 in Chicago; gestorben 1. Dezember 1998 in Los Altos (Kalifornien)) war eine US-amerikanische Schriftstellerin.

## Leben
Janet Loxley Lewis war die Tochter des Englischlehrers am Lewis Institute Edwin Herbert Loxley Lewis und der Elizabeth Taylor. Sie wuchs in Oak Park auf. Sie studierte französische Literatur an der University of Chicago, wo sie Teil eines Literatenkreises wurde, dem unter anderem Glenway Wescott, Elizabeth Madox Roberts und Maurice Leeseman angehörten. Ihr späterer Ehemann Yvor Winters war krankheitsbedingt ein Jahr zuvor ausgeschieden. Lewis wurde 1920 zum Bachelor of Philosophy (PhB) graduiert.
Sie veröffentlichte 1922 den Gedichtband The Indians in the Woods. Ihr erster Roman The Invasion über eine schottisch-irisch-indianische Familie erschien 1932.
Lewis erkrankte 1922 an Tuberkulose und heiratete nach einer langwierigen Genesung 1926 den Schriftsteller und Literaturkritiker Yvor Winters, sie hatten zwei Kinder und zogen nach Kalifornien, wo Winters 1928 Hochschullehrer an der Stanford University wurde. Gemeinsam gründeten sie 1929 die Literaturzeitschrift Gyroscope, die allerdings bereits 1931 eingestellt wurde. Lewis veröffentlichte mehrere Gedichtbänden. Sie schrieb sechs Libretti, die vertont wurden, und mehrere Liedtexte.
Mit The Wife of Martin Guerre griff Lewis einen frühneuzeitlichen Justizfall aus Frankreich auf, der Roman wurde ein Publikumserfolg. Für den Komponisten William Bergsma schrieb sie daraus ein Libretto. Der Stoff wurde 1982 unter dem Titel Le Retour de Martin Guerre von Daniel Vigne verfilmt. Lewis schrieb mit The Trial of Soren Qvist (1947) und The Ghost of Monsieur Scarron (1959), noch zwei weitere Romane über Gerichtsfälle.
Lewis erhielt 1950 eine Guggenheim Fellowship. Sie wurde Mitglied im P.E.N. Lewis nahm Lehraufträge an der Stanford University und der University of California at Berkeley wahr. Im Jahr 1992 wurde sie Mitglied der American Academy of Arts and Sciences. Lewis war politisch aktiv und engagierte sich in pazifistischen Aktionen. Sie kämpfte gegen den Rassismus gegenüber den Indianern und unterstützte die National Association for the Advancement of Colored People (NAACP).

## Werke (Auswahl)
Romane
- The Invasion: A Narrative of Events Concerning the Johnston Family of St. Mary's (1932); East Lansing, Mich. : Michigan State Univ. Press, 2000, ISBN 0-87013-495-7
- The Wife of Martin Guerre (1941)
  - Die Frau, die liebte. Übersetzung Susanne Höbel; Nachwort Judith Hermann. dtv, München 2018. ISBN 978-3-423-28155-3
- Good-bye, Son, and Other Stories (1946)
- The Trial of Soren Qvist (1947)
  - Der Mann, der seinem Gewissen folgte, aus dem amerikanischen Englisch von Susanne Höbel, München : dtv, 2020, ISBN 978-3-423-14763-7
- The Ghost of Monsieur Scarron (1959)
  - Verhängnis, aus dem amerikanischen Englisch von Susanne Höbel, mit einem Nachwort von Julia Encke, München : dtv, 2020, ISBN 978-3-423-28233-8
- Against a Darkening Sky (1985)
  - Draußen die Welt, aus dem amerikanischen Englisch von Sylvia Spatz, München : dtv Verlagsgesellschaft, 2023, ISBN 978-3-423-28318-2

Lyrik
- The Indians in the Woods. Published by Monroe Wheeler, as Manikin Number One, Bonn : , [1922].
- The Wheel in Midsummer Lynn, Mass : The Lone Gull, 1927.
- The Earth-Bound' Aurora. New York : Wells College Press, 1946
- Poems 1924 – 1944.  Denver: Alan Swallow, 1950
- The Ancient Ones. Portola Valley, California : No Dead Lines, 1979
- The Indians in the Woods. 2nd edition with new preface, Palo-Alto California : Matrix Press, 1980.
- Poems Old and New 1918–1978. Chicago : Swallow Press, 1981
- Late Offerings. Florence, Ky : Robert L. Barth, 1988
- Janet and Deloss: Poems and Pictures. San Diego : Brighton Press, 1990
- The Dear Past and other poems 1919–1994. Edgewood Ky : Robert L. Barth, 1994
- The Selected Poems of Janet Lewis. Athens : Swallow Press, 2000

Libretti
- The Wife, Komposition William Bergsma
- The Legend, Komposition Bain Murray
- The Birthday of the Infanta, nach Oscar Wilde, Komposition Macolm Seagrave
- The Swans, nach Gebrüder Grimm, Komposition Alva Anderson
- Mulberry Street, nach O. Henry, Komposition Alva Anderson
- The Manger, Komposition John Edmunds